# Opel 7/34 PS
Der Opel 7/34 PS war ein PKW der Mittelklasse, den Opel vom Oktober 1927 bis Oktober 1928 als Nachfolger des Modells 6/16 PS baute.

## Technik
Der Motor war ein Sechszylinder-Reihenmotor mit 1735 cm³ Hubraum, der 34 PS (25 kW) bei 3600/min. leistete. Damit erreichte der Wagen eine Höchstgeschwindigkeit von 90 km/h.
Verfügbar war der Wagen ab Werk als Fahrgestell mit 720 kg, als Tourenwagen oder als Limousine mit 1170 kg.
Die Motorleistung wurde über ein manuelles Dreiganggetriebe mit Mittelschaltung an die Hinterachse weitergeleitet. Die Fußbremse betätigte über Seilzüge Trommelbremsen an allen vier Rädern, während die Handbremse auf die Kardanwelle wirkte.

## Aufbauten und Preise
Der Wagen war einfach konstruiert, was die Fertigung verbilligte. Die billigste, werkskarossierte Version war der Tourenwagen, der 4600 RM kostete und damit für einen Sechszylinderwagen sehr billig war. Daneben gab es noch eine viertürige Limousine für 4900 RM und eine ebensolche Luxuslimousine für 5400 RM. Alle Aufbauten waren 4250 mm lang und wurden auf Fahrgestellen mit 2880 mm Radstand aufgebaut.
Daneben gab es noch Spezialaufbauten auf Kundenwunsch, die von den Karosseriewerken Otto Kühn gefertigt wurden.

## Nachfolger und Stückzahl
Im Oktober 1928 wurde der 7/34 PS vom etwas größeren, aber ähnlich aufgebauten 8/40 PS abgelöst. Zusammen mit diesem entstanden in fast drei Jahren 20.580 Exemplare. Damit war Opel einer der größten Hersteller von Mittelklassewagen im Deutschland der 1920er-Jahre.